# 풀무농업고등기술학교
풀무농업고등기술학교는 충청남도 홍성군 홍동면에 소재한 농업고등기술학교이다.

## 풀무학교의 교육 목표
풀무는 성서에 바탕을 둔 깊이 있는 인생관과 학문과 실제 능력에서 균형 잡힌 인격으로 하나님과 이웃, 지역과 세계, 자연과 모든 생명과 함께 더불어 사는 평민(교훈)을 기르고자 한다. 

## 연혁
- 1958 04. 23:  주옥로 선생 풀무학원 설립, 개교
- 1959 09. 06: 학교에서 풀무협동조합 발족
- 1969 03. 09: 농업고등기술학교 연장 개교
- 1964 08. 01: 일본 마사이케 징 선생 방문으로 독립학원과 교류 시작
- 1975 03. 12: 풀무학교 신협 학교에서 송풍마을로 나가서 독립
- 1975 09. 16: 일본 애농회 고다니 준이찌 회장 방문하여 유기농업 강연
- 1976 01. 23: 한국 정농회 창립과 유기농업 시작
- 1977 09. 17: 화란 ICCO의 도움으로 본관 등 학교시설 마련
- 1977 11. 11: 학교법인 풀무학원 인가
- 1979 01. 15: 소비조합 지역으로 나가고, 갓골어린이집 등 설립에 참여
- 1979 02. 15: 지역에 홍동중 설립으로 풀무고등공민학교 폐교
- 1980 07. 07: 소비자 협동조합(송풍마을)
- 1983 02. 28: 고등학교 학력 인정 학교 지정
- 1989 07. 29: 후원회 발족 장기려 초대회장, 법인 수익 위한 일심회관 서울에 건립
- 1989 10. 07: 지역교육관 설립
- 1994 03. 01: 후원회 전국 모금으로 생활관 건축, 전교생 생활관 생활 시작
- 1998 08. 28: 후원회 모금으로 남학생 생활관 건축
- 1998 12. 02: 태양광발전 시설
- 1999 02. 05: 학생관 준공
- 2001 03. 28: 2년제 환경농업과 전공과정 개교
- 2002 06. 14: 성공회대학교와 자매결연
- 2005 10. 29: 교직원과 학부모회 도움으로 전통한옥 생활관 '밝은집' 준공
- 2010 03. 02: 특수학급(나눔반) 증설
- 2010 07. 14: 도서실 재구조화, 본관 바닥 및 냉난방 시설
- 2011 08. 16: 여자생활관(샛별채) 리모델링
- 2012 11. 30: 충남대학교와 MOU 체결
- 2014 01. 14: 농기계창고 신축
- 2015 12. 14: 학생관, 생활관 연결 복도 설치
- 2016 08. 29: 정농회와 MOU 체결
- 2017 12. 30: 축사 신축
- 2018 12. 00: 식품가공실 신축
- 2019 08. 00: 학교 안 연결통로·나무계단 수리, 야외교실(솔마루) 설치
- 2020 08. 00: 교내 방송 시설 신축
- 2021 12. 05: 체육관・급식실 준공